# Filippo Fiorelli
Filippo Fiorelli (Palermo, 19 november 1994) is een Italiaans wielrenner die sinds 2020 actief is voor het in 2025 geheten VF Group-Bardiani CSF-Faizanè.

## Carrière
In 2015 won Fiorelli de sprint van de eerste achtervolgende groep in de GP Capodarco. Achttien seconden eerder had Riccardo Donato zijn medevluchter Simone Velasco in een sprint-à-deux verslagen.
In 2016 behaalde Fiorelli zijn eerste UCI-overwinning door in de tweede etappe van de Ronde van Bulgarije Mychajlo Kononenko en Sergio Pérez naar de dichtste ereplaatsen te verwijzen.
In 2019 schreef hij het eindklassement van de Ronde van Albanië op zijn naam.

## Overwinningen
2016
2e etappe Ronde van Bulgarije
2019
4e etappe Ronde van Albanië
Eind- en puntenklassement Ronde van Albanië
2021
Poreč Trophy
2022
1e etappe Sibiu Cycling Tour
2025
Puntenklassement: Ronde van de Abruzzen

## Resultaten in voornaamste wedstrijden
| Jaar | Ronde van Italië | Ronde van Frankrijk | Ronde van Spanje |
| ---- | ---------------- | ------------------- | ---------------- |
| 2020 | 109e             |                     |                  |
| 2021 | 108e             |                     |                  |
| 2022 | opgave           |                     |                  |
| 2023 | 114e             |                     |                  |
| 2024 | 77e              |                     |                  |
| 2025 | 89e              |                     |                  |

| Jaar | Milaan-San Remo | Gent-Wevelgem | Amstel Gold Race | Ronde van Lombardije | Strade Bianche |
| ---- | --------------- | ------------- | ---------------- | -------------------- | -------------- |
| 2020 | 112e            |               |                  | opgave               |                |
| 2021 | 48e             |               |                  | opgave               |                |
| 2022 | 29e             | 73e           | 93e              |                      | opgave         |
| 2023 |                 |               |                  |                      |                |
| 2024 |                 |               |                  |                      |                |
| 2025 | 69e             |               |                  |                      |                |

## Ploegen
- 2019 –  Nippo-Vini Fantini-Faizanè
- 2020 –  Bardiani-CSF-Faizanè
- 2021 –  Bardiani-CSF-Faizanè
- 2022 –  Bardiani-CSF-Faizanè
- 2023 –  Green Project-Bardiani-CSF-Faizanè
- 2024 –  VF Group-Bardiani CSF-Faizanè
- 2025 –  VF Group-Bardiani CSF-Faizanè

Battaglin · Bonillo · Cañaveral · Colnaghi · Covili · El Gouzi · Fiorelli · Gabburo · Marcellusi · Martinelli · Mazzucco · Modolo · Mulubrhan (vanaf 21/4) · Nieri · Pellizzari · Pinarello · Rastelli · Santaromita · Tarozzi · Tolio · Tonelli · Trainini (tot 5/4) · Visconti (tot9/3) · Zana · Zanoncello · Zoccarato · Magli (stagiair)
Bonillo · Colnaghi · Conforti · Covili · El Gouzi · Fiorelli · Gabburo · Lucca · Magli · Marcellusi · Martinelli ·  Mulubrhan · Nieri · Paletti · Pellizzari · Petrucci (tot 9/2) · Pinarello · Rastelli · Santaromita · Scalco · Scott (tot 20/7) · Tarozzi · Tolio · Tonelli · Zanoncello · Zoccarato · Cadena (stagiair) · Cavallo (stagiair) · Rojas (stagiair)
Biagini · Colnaghi · Conforti · Covili · Fiorelli · Gabburo · Lucca · Magli · Marcellusi · Martinelli · Paletti · Pellizzari · Pinarello · Pinazzi · Pozzovivo (vanaf 25/2) · Rojas · Scalco · Tarozzi · Tolio · Tonelli · Turconi · Zanoncello · Zoccarato